# Минкино (Новосокольнический район)
Минкино — деревня в Новосокольническом районе Псковской области России. Входит в состав Пригородной волости.

## География
Расположена в 9 км к северо-западу от города Новосокольники, на восточном берегу озера Долгое.

## Население
| 2001 | 2002 | 2010 |
| ---- | ---- | ---- |
| 35   | ↗38  | ↘25  |

Численность населения деревни по оценке на начало 2001 года составляла 35 человек.

## История
С января 1995 до апреля 2015 года деревня входила в состав ныне упразднённой Новосокольнической волости.